# Вербенюк, Билл
Уи́льям Алекса́ндер (Билл) Вербеню́к (англ. Bill Werbeniuk, 14 января 1947 — 20 января 2003) — канадский профессиональный игрок в снукер украинского происхождения. Его дед был эмигрантом с Украины. Билл задавал тон в оборонительной игре, когда почти после каждого удара по красному биток оттягивался в безопасную позицию, чтобы в случае промаха не дать сыграть противнику.
В 1982, вместе с Кирком Стивенсом и Клиффом Торбурном завоевал Кубок мира для Канады. Наилучшим рейтинговым выступлением Вербенюка является финал Lada Classic против Стива Дэвиса в 1983.
Вербенюк был известен тем, что и во время матчей мог употреблять алкоголь. По его словам, шесть пинт пива до матча и по одной после каждого фрейма были нормальным явлением. Позже он стал употреблять лекарства, в частности пропранолол, говоря при этом, что оно помогает ему от стрессов, хотя многие полагали, что это связано с заболеванием сердца из-за неумеренного употребления алкоголя.
Незабываемый эпизод произошёл во время телевизионной трансляции матча чемпионата мира 1983 года против Дэвида Тейлора: готовясь к удару, Вербенюк попытался растянуться поперёк стола, однако, из-за своих габаритов имел большие трудности. В конце концов, его брюки с громким треском лопнули по швам, что привело публику и соперника в неописуемый восторг. Билл воспринял это с юмором, спросив: «Кто это сделал?», намекая на то, что шум был вызван чьим-то метеоризмом.
В другой раз, в матче с Джо Джонсоном, Вербенюк совершил «удар столетия», когда он собирался бить по дальнему красному, при этом биток перескочил через шар и, угодив в прицельный, послал того в лузу. Позже в этом же матче Билл не забил в угловую лузу коричневый шар, который отразившись от дужки и ударившись в противоположный борт, закатился в среднюю лузу.
Высшим местом в рейтинге для Вербенюка стало 8-е в 1983. Он четырежды выходил в четвертьфинал чемпионата мира, пока пропранолол не стал считаться запрещённым препаратом. Свой последний профессиональный матч Билл сыграл в 1990. Позже, до самой смерти, он играл в пул.

## Достижения
- World Cup (с командой Канады) — 1982
- Canadian Professional Championship — 1973